# Jan Muijs
Jan Muijs (ur. 21 lutego 1898 w Beverwijk, zm. 15 maja 1968 tamże) – holenderski zapaśnik walczący w stylu klasycznym. Olimpijczyk z Paryża 1924, gdzie zajął dwunaste miejsce w wadze lekkociężkiej.
Brązowy medalista mistrzostw świata w 1921 roku.

## Turniej wParyżu 1924
| Konkurencja            | Walki                 | Walki              | Klas. końcowa |
| Konkurencja            | Przeciwnik I          | Przeciwnik II      | Miejsce       |
| ---------------------- | --------------------- | ------------------ | ------------- |
| 82,5 kg styl klasyczny | Svend Nielsen (DEN) P | Béla Varga (HUN) P | 12.           |